# La Coupe (film, 2014)
Pour les articles homonymes, voir La Coupe.
Pour plus de détails, voir Fiche technique et Distribution.
La Coupe est un court métrage québécois, réalisé par Geneviève Dulude-De Celles et sorti en 2014.Le film met en scène Milya Corbeil-Gauvreau dans le rôle de Fanny, une jeune fille dont la relation avec son père Yves (Alain Houle) est explorée lorsque sa proposition de lui couper les cheveux est interrompue par des événements extérieurs.

## Reconnaissances
Le film a remporté le prix du jury du court métrage de fiction international au Festival du film de Sundance 2014. Au Festival international du film de Vancouver de 2014, Geneviève Dulude-De Celles a remporté le prix du réalisateur le plus prometteur d'un court métrage canadien.
Le film a été nommé dans la liste des dix meilleurs films canadiens (en) de fin d'année 2014 du Festival international du film de Toronto, et a reçu une nomination pour le meilleur court métrage de fiction en direct (en) lors de la 3e édition des Prix Écrans canadiens.